# Attentati di Tolosa e Montauban del 2012
Gli attentati di Tolosa e Montauban sono una serie di attentati perpetrati sul suolo francese tra l'11 e il 22 marzo 2012 e che hanno portato alla morte di tre militari e di quattro civili di religione ebraica nelle città di Montauban e Tolosa, nella regione dei Midi-Pirenei. In totale sono state uccise sette persone e ferite cinque di cui quattro in maniera grave.

## Attacchi

Attentati di Tolosa e Montauban del 2012

Il primo attacco ha avuto luogo l'11 marzo, quando un militare francese è stato ucciso da un colpo di pistola a Tolosa. Il secondo attacco risale al 15 marzo in cui sono stati uccisi due soldati in uniforme e ne è rimasto ferito gravemente un altro in un centro commerciale di Montauban. Il 19 marzo, quattro persone, tra cui tre bambini, sono state uccise all'entrata di una scuola ebraica di Tolosa. Dopo questi fatti il piano Vigipirate, il piano antiterrorismo francese, è stato innalzato al grado di massima allerta nella regione dei Midi-Pirenei e nei dipartimenti circostanti. Le Nazioni Unite, diversi governi di tutto il mondo e il Consiglio francese del culto musulmano hanno condannato gli attentati.
Mohammed Merah, 23 anni, franco-algerino di fede musulmana è stato identificato come l'autore degli attentati. Merah aveva precedenti di piccola criminalità e ha motivato l'attacco ai militari per il loro coinvolgimento nella guerra in Afghanistan e l'attacco alla scuola ebraica per ragioni antisemite. L'attentatore è stato ucciso dalla polizia dopo un assedio di trenta ore.
Merah è cresciuto in un'atmosfera di razzismo e odio. Gli investigatori francesi ritengono che si sia avvicinato al Salafismo in prigione e che abbia continuato il processo di radicalizzazione durante i viaggi in Pakistan e Afghanistan. Merah si è definito un mujahid e rivendicò di avere legami con al Qaida, anche se le autorità francesi hanno negato collegamenti.

## Cronologia

### Assassinio di un militare a Tolosa
L'11 marzo Imad Ibn-Ziaten, 30 anni, paracadutista franco-marocchino viene ucciso da un proiettile calibro .45 ACP sparato alla testa. Il militare aveva appuntamento nel parcheggio di fronte ad una palestra di Tolosa con una persona intenzionata ad acquistare la sua moto. Probabilmente lo stesso assassino aveva fissato l'appuntamento col militare tramite un sito di annunci online. Alcuni testimoni hanno dichiarato di aver visto fuggire il sospettato a bordo di uno scooter.

### Assassinio di due militari a Montauban
Il 15 marzo Abel Chennouf, 26 anni, e Mohamed Legouad, 24 anni, entrambi militari franco-algerini vengono uccisi mentre ritiravano del denaro da uno sportello Bancomat nelle vicinanze della caserma di Montauban. Un terzo militare, Loïc Liber, 28 anni, originario della Guadalupa viene gravemente ferito alla testa. Testimoni dell'accaduto riferiscono che l'assassino era a bordo di un potente scooter ed indossava un casco nero. La polizia ritrova sul posto 13 cartucce calibro. 45 ACP, lo stesso tipo utilizzato l'11 marzo. Gli investigatori sospettano che l'attentatore sia spinto da motivazioni razziste: le vittime infatti sono tutte di origini maghrebine. Loïc Libe, la vittima sopravvissuta, esce dall'ospedale all'inizio di maggio paralizzato.

### Strage della scuola ebraica a Tolosa
La scuola confessionale Ozar Hatorah di Tolosa fa parte di un gruppo di scuole sparse su tutto il territorio francese, che ha lo scopo di educare i figli di Ebrei Sefarditi e Mizrahì. La scuola comprende sia studenti delle scuole medie che studenti liceali, dunque di età compresa tra gli 11 e i 17 anni.
Alle otto di mattina del 19 marzo un uomo a bordo di uno scooter Yamaha Tmax si ferma di fronte alla scuola ebraica. Scende dallo scooter e apre il fuoco con una pistola calibro 9 mm. verso il cortile della scuola. La prima vittima è un rabbino e professore della scuola, Jonathan Sandler (30 anni), abbattuto fuori dalla scuola mentre tentava di proteggere invano i due figli, Gabriel (3 anni) e Aryeh (6 anni). L'attentatore allora entra nel cortile della scuola e uccide Myriam Monsonégo, figlia del preside della scuola Yaakov Monsonégo, 8 anni. L'arma fin lì usata si inceppa allora cambia con una pistola calibro .45 ACP e spara a bruciapelo nella tempia della bambina. A questo punto fugge in scooter. Durante l'attacco, l'assassino ferisce gravemente anche Aaron Bijaoui (15 anni).

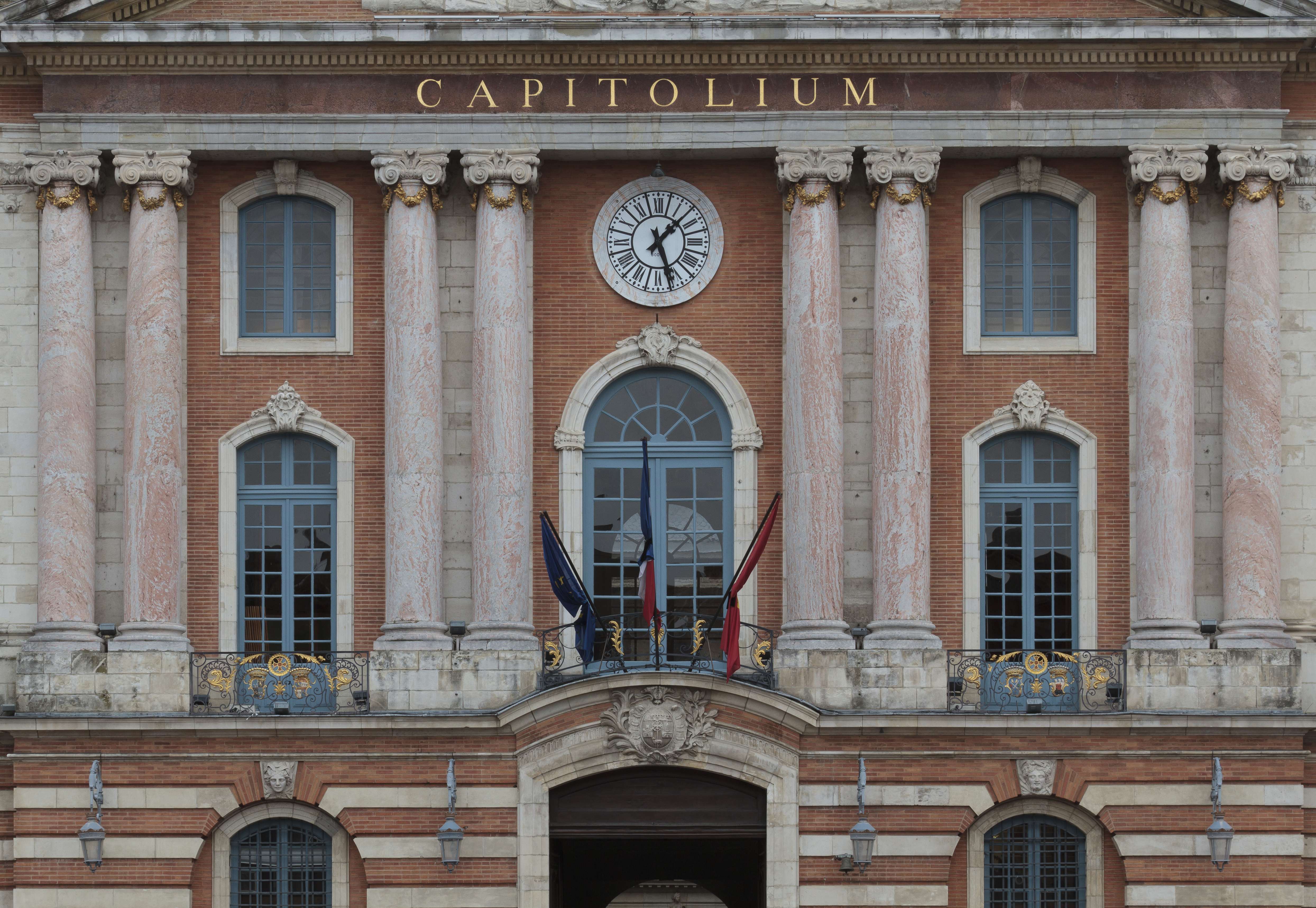
Le bandiere a mezz'asta del Municipio di Tolosa

### Identificazione dell'attentatore
La polizia scientifica scoprì che i tre episodi erano collegati dall'uso della stessa arma calibro .45 ACP. Gli investigatori hanno battuto diverse piste per spiegare queste morti. Le ipotesi avanzate erano quelle di cellule terroristiche interne o esterne, quella del "lupo solitario" sul modello del norvegese Anders Breivik. Anche tre ex-militari francesi, legati a movimenti neonazisti, sono stati indagati a questo proposito.
Un elemento decisivo che ha dato una svolta alle indagini è stato fornito dal titolare di un concessionario Yamaha di Tolosa che si era ricordato di una persona che era andata a comprare presso il suo negozio un passamontagna e gli aveva chiesto - invano - come disattivare il sistema di geolocalizzazione del suo scooter Tmax. Il concessionario era inoltre in grado di fornire agli investigatori nome e cognome dell'uomo. La ricerca dell'uomo che aveva contattato il sergente Ibn Ziaten per acquistarne la motocicletta aveva portato all'indirizzo IP del computer di una donna madre di due sospetti conosciuti dai servizi antiterrorismo. Uno dei due fratelli è Mohammed Merah, lo stesso nome fornito dal concessionario di Tolosa.

### Blitz delle forze speciali
Il pomeriggio del 21 marzo l'unità antiterrorismo d'élite della polizia RAID circonda l'abitazione dove Merah si era rifugiato. L'appartamento si trova nel quartiere tolosano Côte Pavée, al numero 17 di rue de Sergent-Vigné. Merah aveva con sé un arsenale composto da: un AK 47, un Uzi, un fucile Sten, un fucile a pompa Winchester, tre Colt M1911, una Glock 9 mm, una Colt Python, e una .357 Magnum. Altre armi sono state poi ritrovate in una Renault Mégane bianca parcheggiata di fronte all'edificio. L'intero edificio e quelli circostanti sono stati evacuati dalla polizia, inoltre è stata tolta la corrente elettrica a quello in cui era rifugiato Merah. La polizia ha scambiato con Merah una Colt M1911 con un walkie-talkie in modo tale da poter comunicare. Uno dei fratelli di Merah è stato nel frattempo arrestato, un altro si è consegnato spontaneamente alla polizia. Nella autovettura di uno dei fratelli di Merah sono stati ritrovati armi e dell'esplosivo. La madre di Merah è stata portata sul posto per collaborare durante la trattativa ma questa si è rifiutata a causa della scarsa influenza sul figlio.
Merah informò che si sarebbe consegnato alla polizia alle 22:45. La polizia si rimette in contatto con Merah all'ora stabilita ma dice che non si sarebbe arreso anche dopo uno scontro a fuoco se fosse stato necessario. Durante tutta la notte vengono lanciate a intervalli regolari delle granate nell'appartamento per spingere Merah alla resa ma non si hanno segnali da parte sua sino alle 11 del mattino del 22 marzo.

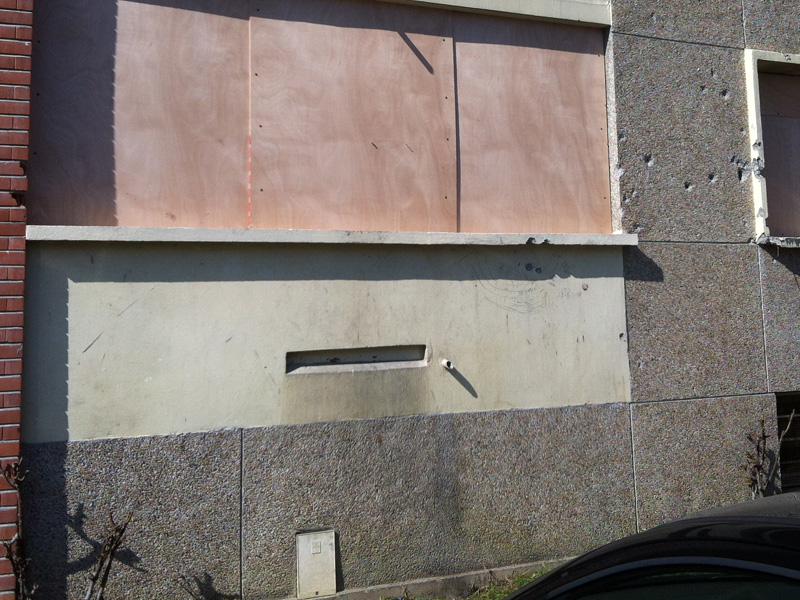
L'appartamento di Merah poco dopo il blitz della polizia

Alle 10:30 del 22 marzo la polizia ha deciso di inviare un team di 15 uomini per arrestare Merah. Dopo un approccio per verificare la presenza di Merah nell'appartamento il gruppo si introduce nell'appartamento, e in seguito a uno scontro a fuoco la polizia neutralizza Merah con un colpo sparato alla testa da un cecchino della polizia. Un'ora più tardi viene annunciata la morte di Merah ai media e poco più tardi il Presidente della Repubblica Nicolas Sarkozy conferma la notizia. L'agenzia France Press diffonde la notizia che tre poliziotti sono stati feriti durante lo scontro a fuoco e che uno di loro si trova in gravi condizioni.

## Profilo dell'attentatore
Mohammed Merah è nato il 10 ottobre 1988. I suoi genitori divorziarono quando aveva cinque anni. Era stato cresciuto, insieme ai fratelli, dalla madre single in un quartiere degradato di Tolosa. Da ragazzo era stato arrestato diverse volte, principalmente per reati minori. Trascorse due mesi in prigione nel 2005, 18 mesi tra il 2007 e il 2008 e infine nel 2009. Secondo i suoi amici non andava mai alla moschea. Era conosciuto dalle autorità francesi per aver viaggiato in Afghanistan e Pakistan.
Dopo gli attentati, un documento dell'intelligence francese, risalente al 2006, pubblicato dalla televisione francese M6, indicava Merah come membro del movimento estremista islamico Forsane Alliza, un'organizzazione basata a Tolosa, che era sospettata di incitare alla violenza e al terrorismo. Merah era stato indicato perché aveva la possibilità di viaggiare e fornire supporto logistico agli altri militanti del gruppo. Nel 2006 Forsane Alliza era stata dichiarata fuorilegge dal governo francese perché istigava i suoi membri a recarsi in Afghanistan per combattere il jihād. La polizia ha investigato per scoprire se Merah avesse agito da solo o col supporto di qualche membro di Forsane Alliza. L'avvocato del gruppo, dopo gli attentati, ha negato che il leader del gruppo avesse avuto alcun legame con Merah.
Il 25 dicembre 2008, Merah aveva cercato di suicidarsi per impiccagione. La relazione dello psichiatra riportò in Merah disturbi narcisistici e un carattere introverso. Lo psichiatra trovò Merah ansioso e introverso ma non psicologicamente disturbato. Ufficiali dell'intelligence francese hanno suggerito che avesse una doppia vita o persino una doppia personalità.
Nel gennaio 2008, Merah aveva provato ad arruolarsi nell'esercito francese ma venne respinto a causa dei precedenti penali. Nel gennaio 2010 si recò in un centro di reclutamento della Legione Straniera francese ma, anche in questa occasione, fu respinto. I servizi segreti interni francesi avevano posto sotto sorveglianza Mohammed Merah e suo fratello Abdelkader dopo un viaggio in Egitto per imparare l'arabo. Nel 2010 i servizi segreti lo interrogano dopo il ritorno da un viaggio in Pakistan perché sospettato di aver ricevuto addestramento militare. Nel dicembre 2010 viene arrestato e detenuto in una prigione di Kandahar, Afghanistan. Viene ufficialmente tenuto sotto controllo al suo ritorno dal Pakistan nel 2011.